# バンコク病院
バンコク病院（Bangkok General Hospital）は、バンコクのフワイクワーン区・ソーイ・スーンウィジャイにある病院。バンコクゼネラル病院とも。バンコク・ドゥシット・メディカル・サービシーズのグループ企業である。
1972年2月26日に開業。当時のベット数は100床、看護婦数は30名。現在は東南アジア地区において最も大きい私立病院の一つである。世界でも最先端の治療を提供する医療機関の一つであり、毎日2,500人を超える患者が来院する。80検査室、ベッド数は550床を超える。病院には20を超える専門科がある。

## 救急救命
モーターランスサービスを配備しており、緊急事態には救急車サービス、緊急航空着サービスを提供している。緊急処置室は24時間体制で対応できるようになっている。0-2310-3000 もしくは 1719で応対。

## 国際対応
タイのメディカルツーリズムの拠点となっており、160カ国を超える地域からの患者340万人以上に、ヘルスケアを提供している。近年、アラブからのメディカルツーリストの増加によりアラブ人専用病棟も作られた。アラブ人向けの男子トイレでは小便器にも排泄器洗浄用ホースが取り付けられている。また、日本人専用病棟があり日本語のみで診察（ジャパンメディカルサービス）が受けられる。

## 系列病院
- バンコク・パッタヤー病院
- バンコク・プーケット病院
- バンコク・ラーチャシーマー病院